# قتاد ثلاثي الأشعة
القَتَاد ثلاثي الأشعة (باللاتينية: Astragalus triradiatus) نوع نباتي عشبي من جنس القتاد.

## البيئة والانتشار
موطنه بلاد الشام وتركيا.